# Камејама
 Камејама  (јап. 亀山市) град је у Јапану у префектури Мије. Према попису становништва из новембра 2012. у граду је живело 50.230 становника.

## Становништво
Према подацима са пописа, у граду је 2012. године живело 50.230 становника.
| 1995.  | 2000.  | 2005.  |
| ------ | ------ | ------ |
| 46.128 | 46.606 | 49.253 |